# Heraklestempel von Kleonai

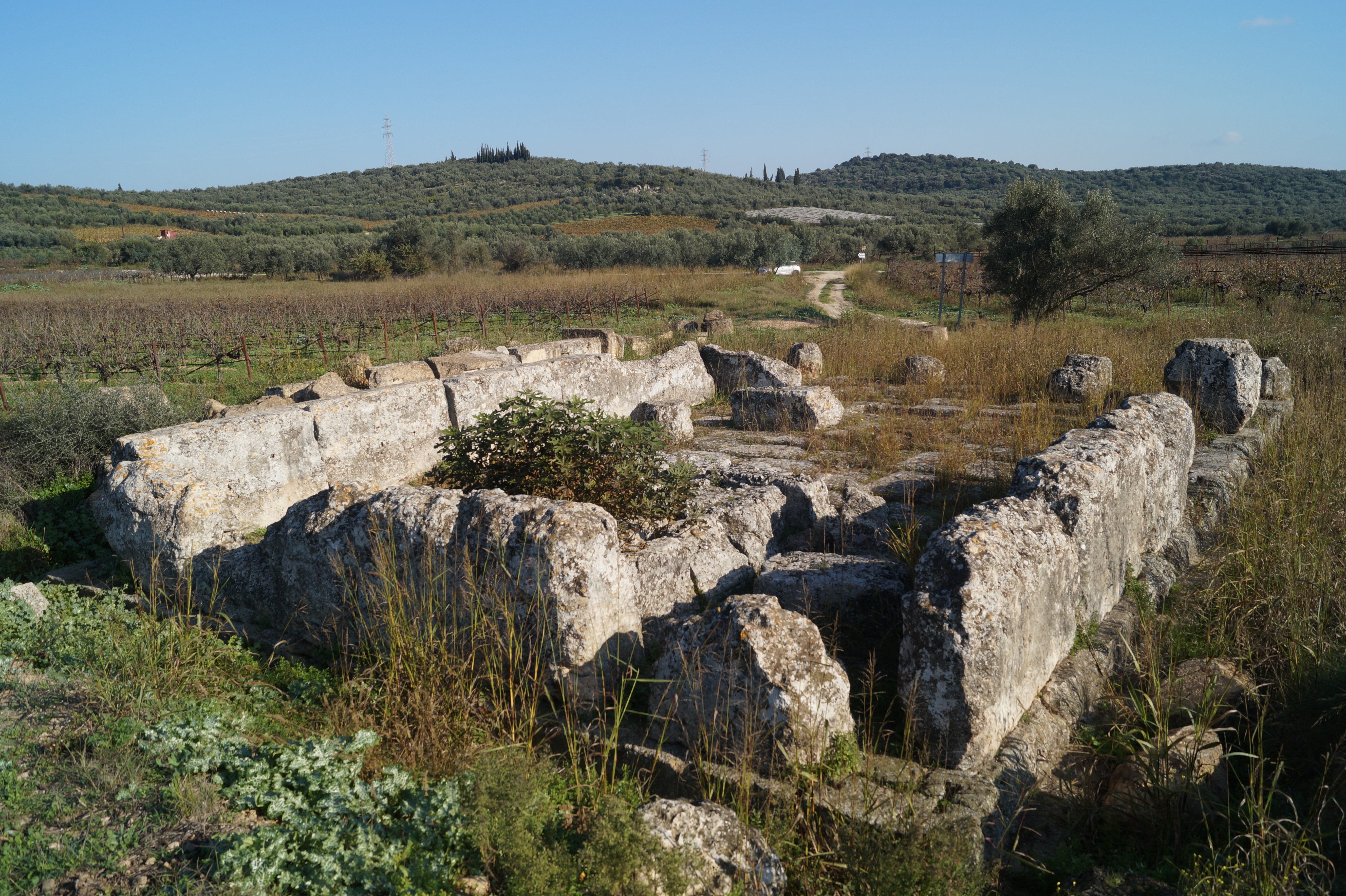
Heraklestempel von Kleonai

Der Heraklestempel von Kleonai (griechisch Ναός του Ηρακλή Κλεωνές) oder Herakleion von Kleonai liegt etwa 2 km südöstlich des modernen Ortes Archees Kleones zwischen Weinbergen. Er lag außerhalb der antiken Stadt Kleonai etwa 500 m südwestlich der Stadtmauer.

## Erforschung
Diodor berichtet, dass außerhalb von Kleonai an der Stelle, an der Herakles die Siamesischen Zwillinge Eurytos und Kteatos tötete, ein Heraklestempel stand. Dieser Tempel war vermutlich nie verschüttet. Als Charles Robert Cockerell 1811 den Ort besuchte, fand er die Überreste des Tempels neben den Ruinen des Chani Kurtessa. 1912 legte August Frickenhaus unter Leitung von Georgios P. Oikonomos das Heiligtum frei. Der Ausbruch der Balkankriege verhinderte jedoch die weitere Untersuchung und durch seinen frühen Tod im Jahr 1925 blieben Frickenhaus' Grabungsbefunde unveröffentlicht. In den Jahren 2000–2001 wurde der Tempel erneut freigelegt und die Architekturreste aufgenommen.

## Beschreibung
Bei dem Heraklestempel handelt es sich um ein Prostylos mit vier Säulen und ohne Anten in Dorischer Ordnung. Als Baumaterial wurde lokaler Kalkstein verwendet. Von dem Tempel sind der zweistufige Unterbau und die unterste Lage der aufrechtstehenden Steine, die die Außenwand bildeten, erhalten. Er hatte eine Länge von 15,25 m, eine Breite von 9,25 m und eine Firsthöhe von 10,43 m. Er wurde in ökonomischer Bauweise errichtet. So sind etwa die Steinblöcke, die den Fußboden des Tempels bildeten, unregelmäßig geformt und schlecht behauen. Die daraus resultierenden relativ breiten Fugen wurden mit Mörtel verfüllt. Darüber wurde eine Schicht Estrich gelegt.
Man fand Metopen mit einer vollen Länge von 73 cm und einer verkürzten Länge von 56 cm. Anhand den aufgefundenen Eckgeisonblöcken konnte gezeigt werden, dass die verkürzten Metopen an der Front an den äußeren Seiten installiert waren. Hieraus leitet sich ab, dass der Abstand der vier Säulen nicht gleich war. Die heutige gleichmäßige Verteilung ist also nicht korrekt, sondern zwischen den inneren Säulen war der Abstand früher größer als zu den äußeren. Der Durchgang zwischen den inneren Säulen war durch eine niedrige Mauer, den sogenannten Basisstein, versperrt. Auf diesem Basisstein ruhte vermutlich ein Altar.

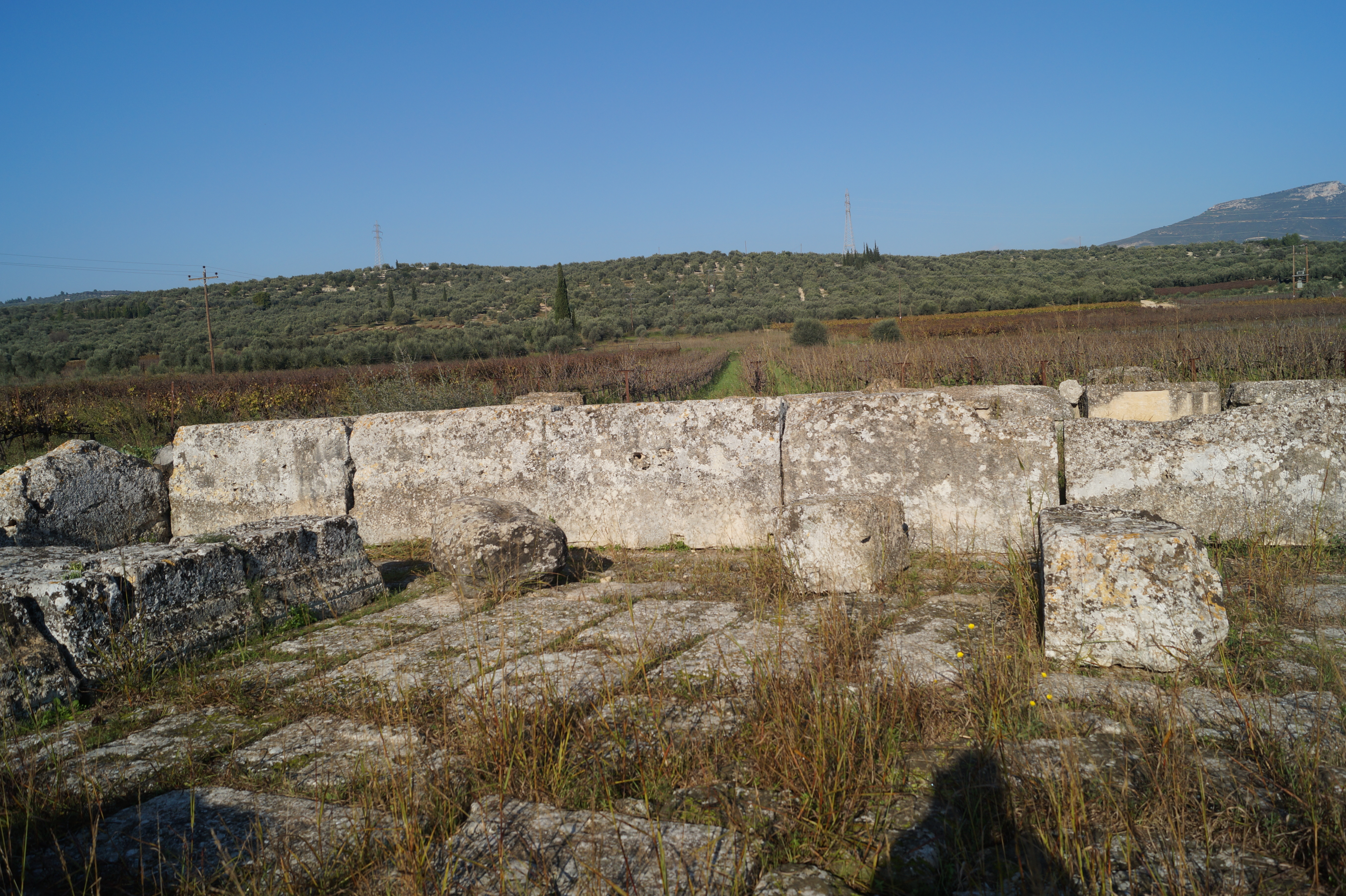
Brustpartie der Kultstatue in der Cella rechts neben der Statuenbasis

Der Zugang zum Tempel erfolgt von Nordosten. Durch eine zweiflügelige Tür erreicht man die Cella. An der Rückwand fand man die untersten Blöcke der Basis der Kultstatue. Ein Bruchstück der Marmorstatue befindet sich noch heute rechts neben der Basis. Es ist die Brustpartie einer sitzenden und leicht nach vorne gebeugten männlichen Statue. Vor der Kultstatue stand früher ein zweibeiniger Tisch. Einlassungen in den Seitenwänden dienten der Befestigung von Schranken. Von der Dachbekrönung fand man Simen und Löwenkopfwasserspeier aus Terrakotta. Anhand der Architekturfragmente kann der Tempel in die erste Hälfte des 2. Jahrhunderts v. Chr. datiert werden. Es existierte kein Vorgängerbau. Im 2. Jahrhundert n. Chr. wurde das Heiligtum renoviert, wie Simen und Antefixe von der Dachkonstruktion aus dieser Zeit zeigen.
Genau gegenüber der Vorhalle des Tempels fand man die Fundamente und zwei Steinblöcke eines Peribolos, also eines ummauerten Bereichs. Er stand nur etwa 9 m nordöstlich des Tempels und war mit 10,50 m etwas breiter als der Heraklestempel. Die zweiflügelige Tür war aber in einer Linie mit der Mittelachse des Tempels. Vor dem Eingang entdeckte man zwei ionische Säulenbasen, die ein Vordach trugen. Im Innern des Peribolos fand man parallel zu den Seiten jeweils ein längliches Fundament. Man vermutet, dass es sich um die Fundamente von zwei Altären handelt, weshalb der Peribolos auch als Altarhof bezeichnet wird. Die Fundamente enden etwa nach 5,20 m, da sie durch den Ackerbau teilweise zerstört wurden. Man konnte jedoch in 17,80 m Entfernung die Rückwand nachweisen.
Wegen der Nähe zum Heraklestempel glaubt man, dass im Peribolos die zwei Heroen Eurytos und Kteatos verehrt wurden. Ein Hügel auf dem Nachbarfeld gehört wahrscheinlich auch zu dem Heiligtum. Vielleicht lag hier das von Pausanias erwähnten Grabmal der beiden Heroen.